# Grupo (militar)
Um grupo é um tipo de unidade militar existente em algumas armas e ramos das forças armadas, sendo, normalmente, equivalente ao batalhão ou regimento.

## Forças terrestres

### Brasil
No Exército Brasileiro, o Grupo é a unidade de Artilharia equivalente ao Regimento de Cavalaria e ao Batalhão das outras armas. Normalmente é comandado por um coronel ou tenente-coronel. O grupo de artilharia é a unidade de emprego da arma, possuindo subunidades denominadas "baterias". Existem grupos de artilharia de campanha (GAC), grupos de mísseis e foguetes (GMF) e grupos de artilharia antiaérea (GAAAe).

### EUA
O grupo é a unidade equivalente ao regimento das Forças Especiais do Exército dos Estados Unidos (Boinas Verdes). Existem cinco grupos de Forças Especiais do serviço ativo e dois da Guarda Nacional do Exército, cada um dos quais é responsável pela operação numa região específica do mundo. Cada grupo é comandado por um coronel e integra três batalhões de Forças Especiais.

### Portugal
No Exército Português, o grupo é a unidade de cavalaria e de artilharia equivalente ao batalhão. A designação "grupo" tem origem na simplificação dos termos "grupo de esquadrões" e "grupo de batarias", dado que cada uma dessas unidades resulta do agrupamento, respetivamente, de vários esquadrões de cavalaria e de várias batarias de artilharia. No passado, em outras armas e serviços, existiram também grupos de companhias ou simplesmente "grupos", compostos por várias companhias.
Atualmente, na Componente Operacional do Sistema de Forças do Exército, na artilharia existem grupos de artilharia de campanha (GAC), cada um dos quais é composto por uma bataria de comando e serviços e por duas a quatro batarias de bocas de fogo equipadas com obuses. Sempre que necessário, também poderão ser constituídos grupos de artilharia antiaérea (GAAA), tendo sob o seu comando várias batarias de artilharia antiaérea.
Na cavalaria, existem grupos de carros de combate (GCC), de autometralhadoras (GAM) e de polícia do exército, cada qual é composto por dois ou mais esquadrões.

## Forças aéreas

### EUA
Na Força Aérea dos EUA, o grupo é uma unidade composta por dois ou mais esquadrões, sendo comandado por um coronel e equiparado, grosso modo, a um regimento terrestre. Por sua vez, dois ou mais grupos formam uma ala.

### Portugal
Na Força Aérea Portuguesa, o grupo é uma unidade composta por duas ou mais esquadras, sendo normalmente comandado por um coronel. Dois ou mais grupos, poderão constituir uma ala.
Até à criação da Força Aérea como ramo independente em 1952, na antiga Aeronáutica Militar, o grupo de esquadrilhas ou simplesmente "grupo" constituía uma unidade aérea agrupando várias esquadrilhas, sendo aproximadamente equivalente à atual esquadra.

### Reino Unido eCommonwelth
Na Royal Air Force (RAF) britânica e na maioria das restantes forças aéreas da Commonwealth, um grupo é uma unidade resultante do agrupamento de várias alas, cada uma das quais controlando dois ou mais esquadrões.
Atualmente, cada grupo controla várias estações da RAF (bases aéreas e outras instalações), as quais, por sua vez integram várias alas. Os grupos aéreos expedicionários controlam diretamente alas aéreas expedicionárias. Os grupos estão diretamente subordinados a um comando.
Quando a RAF foi formada, os grupos eram comandados por oficiais com o posto de capitão de grupo (group captain), equivalente a coronel. No entanto, ainda antes da Segunda Guerra Mundial, os grupos passaram a ser comandados por oficiais generais com o posto de vice-marechal do Ar (Air vice-marshal).